# Спаситель (роман)
Спаситель (норв. Frelseren, 2005) роман популярного норвежского автора детективов Ю Несбё, шестой в серии романов о детективе Харри Холе.

## Описание сюжета
Пытаясь заглушить тоску по Ракели, Харри Холе с головой погружается в работу. Теперь он совсем один — коллеги его не любят, старый начальник ушёл, а новый выше всего ставит дисциплину. В этом Харри не силен, зато он здорово расследует убийства. В Осло появился международный киллер, на благотворительном концерте застрелен солдат Армии спасения… Чтобы разобраться в невероятно запутанном преступлении и по-своему восстановить справедливость, Харри предстоит раскрыть немало зловещих тайн.

## Сюжет романа
«Спаситель» начинается с описания инцидента, который произошёл много лет назад, в 1991 году, в летнем лагере управляемом норвежской Армией спасения. Молодая 14-летняя девочка, дочь командира отделения Армии спасения, изнасилована в общественном туалете на территории лагеря. Из-за строгой иерархической структуры Армии спасения, а также потому, что предание огласке факта изнасилования сильно повредит репутации Армии спасения, она не говорит никому об инциденте. Имя виновного не указывается; глава включает в себя упоминание нескольких молодых людей, которые будут играть важные роли в более позднем заговоре, и это мог быть любой из них.
Другими моментами из прошлого, рассеянным в многочисленных ретроспективных сценах по всей книге, являются яркие воспоминания о битве за Вуковар 1991 года во время распада Югославии и злодеяниях, совершённых после этого победившими сербскими ополченцами. Подобно ретроспективным кадрам Второй мировой войны в «Красношейке», они являются неотъемлемой частью сюжета книги, сформировав характер молодого хорватского борца из Вуковара, получившего прозвище «Маленький Спаситель», который позже станет профессиональным наёмным убийцей, выполняющим заказные убийства в различных европейских городах.
Действие переносится в наши дни (2003 год), и хорватский убийца, называющий себя фамилией Станкич, прибывает в Осло и убивает офицера Армии спасения во время Рождественского уличного концерта. У наёмного убийцы выявили аномалию лицевых мышц, называемую «гиперэластичностью», в связи с чем он может управлять своими лицевыми мускулами, чтобы мешать людям узнать его. Также, несмотря на то, что убийство произошло в общественном месте, норвежская полиция получила очень мало полезной информации относительно убийцы. Читатель уже знает, кто спустил курок, однако личность заказчика, который заплатил за убийство, и мотивы этого заказчика остаются неизвестными, и составляют основную тайну, которая должна быть распутана.
Тем временем старший инспектор полиции Осло, Бьярне Мёллер, уходит в отставку. В качестве прощального жеста он дарит подарки трём лучшим офицерам его участка, Джеку Халворсену (которого коллеги называют просто Халворсен), Беате Лённ — подруге Халворсена, и Харри Холе. Харри получил наручные часы, которые начинают раздражать Харри из-за непрерывного тиканья секундной стрелки. Однажды он даже бросает их из окна своей квартиры, хотя позже достаёт их из сугроба. Мёллера заменил Гуннар Хаген.
Харри, Халворсена и Беате назначают расследовать убийство офицера Армии спасения — человека по имени Роберт Карлсен. Когда совершается попытка убийства брата Роберта, Юна Карлсена, считается, что подвергается нападению вся семья Карлсенов.
Бывшая подруга Харри, Ракель, теперь ушла от него и живёт с другим человеком, Матиасом Лунн-Хельгесеном, и Харри встречает — и, в конечном счете, завязывает отношения — с Мартиной, молодой женщиной, которая была изнасилована в начале романа (о чём Харри не знает).
Харри находит подсказки, которые приводят его в Хорватию, где он вступает в контакт с руководителем наёмного убийцы, и им оказывается мать Станкича. Он заключает сделку с ней, чтобы спасти её сыну жизнь, но после возвращения в Норвегию обнаруживает, что человека, носящего одежду Станкича, застрелил снайпер группы захвата полиции. Лицо мертвеца размозжено, и идентификация почти невозможна.
Несмотря на это есть зацепка, связанная с ДНК застреленного, после того, как Халворсена смертельно ранят возле квартиры Юна Карлсена. Кровь мертвеца не соответствует группе крови Станкича, кровь которого была найдена во время нападения на Халворсена. Харри продолжает следовать за Станкичем, но теперь знает, что тот получил заказ на убийство Юна Карлсена от самого Юна Карлсена непосредственно. Юн поменялся местами со своим братом (оба выглядели очень похоже, таким образом Станкич не заметил разницы) для того, чтобы в убийстве его брата не могли обвинить его самого. В Хорватии, намечая убийство, Юн назвался Робертом.
Юн также обманывает Армию спасения на 5 000 000 крон, полученных за многоквартирный дом. Вечером, на внутреннем Рождественском концерте Армии спасения в концертном зале Юн Карлсен оставляет свою подругу Тею, утверждая, что его отец в Таиланде очень болен и что он собирается вылететь к нему. Станкич и позже Харри Холе оба получают информацию от Теи о том, что Юн собирается сбежать из страны.
Станкич догоняет Юна Карлсена в туалетном блоке недалеко от терминала аэропорта. Харри также догоняет их обоих там и заставляет Юна Карлсена совершить полное признание, заявляя, что всё, что будет сказано с пистолетом Станкича, приставленным к его голове, не считается признанием вины в суде. Юн рассказывает им всё, полагая, что он будет освобождён, но Харри вместо этого говорит Станкичу, что сумка Юна содержит 5 000 000 крон, и уходит. Позади себя он слышит один выстрел. В сущности, Харри стал прямым соучастником убийства.
Часть признания включает в себя то, что именно Юн Карлсен, а не Станкич, смертельно ранил Халворсена. Харри также знает, что именно Юн изнасиловал Мартину несколькими годами ранее, и что он регулярно с тех пор насиловал молодых девушек. Юн, как отмечается, давал ложные показания, поскольку многочисленные эпизоды, рассказанные с его точки зрения в начале книги, производили впечатление того, что он был честным, действующим из лучших побуждений человеком.
Вследствие высокой цены, заявленной антикваром за часы, подаренные ему Бьярне Мёллером, Харри также понимает, что его бывший босс был вовлечён в ту же самую группу коррумпированных полицейских, что и его бывший враг, Том Волер. Харри едет в Берген, чтобы поговорить с Мёллером, но после того, как Мёллер упоминает, что он пытался поступать лучше для органов, Харри решает не арестовывать его.